# Antonio Martín Benítez
Antonio Martín Benítez (Montijo, Badajoz; 1952) és un periodista espanyol.

## Biografia
Titulat per l'Escola Oficial de RTV (programació) i llicenciat en Periodisme. Els seus primers passos professionals en el món de la informació transcorren en la ràdio, prestant els seus serveis en diverses emissores locals de Madrid i Aragó.
El 1973 ingressa a Ràdio Nacional d'Espanya i an Televisió Espanyola. Després d'exercir diferents activitats en l'ens públic (entre elles la de subdirector de Telediario), és nomenat director del Centre Regional de TVE a Andalusia el 1983 i un any més tard director dels Serveis Informatius de RNE. El 1985 passa a exercir el càrrec de cap del Gabinet d'Informació i Relacions Externes de l'Ens Públic RTVE.
Sempre a TVE, a partir de 1989 s'encarrega de l'informatiu Noticias 2, emès per La 2. Entre 1990 i 1992 condueix l'espai d'entrevistes Primera fila i entre 1991 i 1993 s'encarrega de la direcció de la tercera edició de Telediario, fins al seu relleu per Pedro Altares i de nou entre 1994 i 1997, al costat de Sandra Sutherland. Paral·lelament condueix La luna inmóvil en RNE.
Des de 1997 ha estat vinculat amb els mitjans públics de comunicació de la Comunitat Autònoma d'Andalusia, i ha dirigit informatius de Canal Sud, tant en ràdio com en televisió.
Des de 1997 condueix el programa informatiu La hora de Andalucía a Canal Sur Radio l'horari actual de la qual és de 06'00 a 10'00.
Ha rebut dos premis Antena de Oro el 1989 i el 2001 per la seva labor, respectivament, en ràdio i televisió.